# Hồng hạc Andes
Hồng hạc Andes (Phoenicopterus andinus) là một trong những loài hồng hạc hiếm nhất trên thế giới. Nó sống tại dãy Andes tại Nam Mỹ.

## Mô tả
Loài hồng hạc này có một cơ thể màu hồng nhạc với phần trên sáng hơn, cổ, ngực và cánh màu đỏ rượu nho-hồng đậm. Mỏ của hồng hạt Andes màu vàng nhạt và màu đen.

## Hiện trạng và bảo tồn
Hồng hạc Andes được xếp vào nhóm dễ tổn thương do những thay đổi bất thường môi trường sống của chúng. Những thay đổi chính là hoạt động khai thác mỏ và hoạt động khác của con người.

### Khai thác mỏ
Môi trường sống của hồng hạc Andes đang thay đổi do các hoạt động của con người. Mối đe dọa chính là khai thác mỏ, hoạt động này diễn ra vào cuối mùa mưa trong hè. Môi trường sống của hồng hạc Andes giàu các hợp chất boron, đặc biệt là borax. Borax là một chất khá độc ở liều cao đối với động vật như hồng hạc Andes, nhưng không gây hại đối với con người. Những nghiên cứu thử nghiệm về tác dụng của borax khi tiếp xúc với động vật cho thấy rằng, với một lượng boron cao gây ra dị tật xương, bệnh tim mạch và thoái hoá tinh hoàn. Borax là một dẫn xuất của axit boric; nghiên cứu so sánh độc tính của các muối borat xác định rằng các muối loại này tạo ra các tác dụng có thể thấy được. Một nghiên cứu về môi trường khai thác mỏ đã xác định khi có một lượng nhỏ khoảng 5 gram borax có thể tạo ra tác dụng phụ trong quần thể động vật, nhưng những công nhân thì không bị ảnh hưởng.